# Лойе, Александр Витальевич
Алекса́ндр Вита́льевич Ло́йе (род. 26 июля 1983, Москва) — советский и российский актёр театра и кино. Обрёл известность в юном возрасте, став популярным ребёнком-актёром благодаря детским ролям в кино и «Ералаше», а также в рекламе.

## Биография
Фамилию и цвет волос унаследовал от прадеда — обрусевшего немца Эрнста Лоэ (Всеволода Лойе).
В детстве первый раз снялся в кино благодаря случаю и яркой внешности. Позднее также снимался у Александра Хмелика в «Ералаше».
Стал широко известен как Сидоров после съёмок в рекламе газированного напитка «Херши-кола» в 1993 году.
Поступил в ГИТИС, но перевёлся в Высшее театральное училище им. М. С. Щепкина (художественный руководитель курса — Николай Николаевич Афонин), которое окончил в 2006 году.
В 2014 году получил специальный приз на XV Международном телекинофоруме «Вместе» — «За яркое воплощение на экране образов наших современников».

## Фильмография
- 1988 — Благородный разбойник Владимир Дубровский — дворовый мальчишка в усадьбе Троекуровых
- 1989 — Транти-Ванти — Арканя Федин, друг и одноклассник Егорки Тарантина
- 1990 — Хомо новус — Ваня
- 1991 — Год хорошего ребёнка — Рома Рогов
- 1992 — Глаза — Артур, пациент
- 1992 — На Дерибасовской хорошая погода, или На Брайтон-Бич опять идут дожди — Сёма, внук Мони
- 1993 — Моя семейная реликвия — Данилофф в детстве
- 1993 — Наш пострел везде поспел / The Nick Of Time — мальчик, получивший мороженое
- 1993 — Сны — мальчик, покупающий порнофотографию
- 1993 — Хромые внидут первыми — Джон Уэсли, сын Майка
- 1997—2000 — Приключения Солнышкина — Солнышкин
- 2001 — Next — Федечка
- 2002 — Next 2 — Федечка
- 2003 — Next 3 — Федечка
- 2006 — Грозовые ворота — сержант Гольдин
- 2007 — Маршрут — Ханс в молодости
- 2007 — Молодой Волкодав — Вонючка Ли
- 2008 — Поцелуй не для прессы — Алёша Успенский
- 2009 — След саламандры — Байкер
- 2009 — Снег на голову — Игорь, жених Ники
- 2009 — Любовь в большом городе 2 — помощник дежурного по ОВД
- 2010 — Побег — Сергей Николаевич Новиков
- 2011 — Пять невест — капитан Иван Мазаев
- 2011 — Белая ворона — Ларион Вебер
- 2012 — Дикий 3
- 2013 — Второе восстание Спартака — «Комсомолец», офицер НКВД
- 2013 — Апофегей — Юра Иванушкин
- 2015 — Осколки хрустальной туфельки — следователь полиции
- 2015 — Орлова и Александров — Евгений Петров
- 2016 — Штрафник — конвойный (эпизод)
- 2019 — Безсоновъ — Олег Петрович Мертенс, банковский чиновник
- 2021 — Холодные берега. Возвращение — Алексей Суходольский, влогер
- 2022 — Зверобой — Андрей Ступин, оперативник
- 2022 — Иван Семёнов: Школьный переполох — папа Ивана, депутат[5]
- 2024 — Операция «Карпаты» — Чума, вор-рецидивист[6]
- 2024 — Челюскин. Первые (сериал) — радист Эрнст Кренкель

### Киножурнал «Ералаш»
- 1990 — Выпуск № 78 (сюжет «Научи меня плохому!»)[7]
- 1990 — Выпуск № 82 (сюжет «Поединок»)[8]
- 1990 — Выпуск № 83 (сюжет «Друзья»)[9]
- 1991 — Выпуск № 86 (сюжет «Мокрое дело»)[10]
- 1991 — Выпуск № 88 (сюжет «Лютики-цветочки»)[11]
- 1991 — Выпуск № 89 (сюжет «Прогулка»)[12]
- 1992 — Выпуск № 92 (сюжет «Кто там?»)[13]
- 1992 — Выпуск № 93 (сюжет «Дай закурить!»)[14]
- 1993 — Выпуск № 97 (сюжет «Роковая встреча»)[15]
- 1993 — Выпуск № 99 (сюжет «Прости, Жмуриков»)[16]
- 1993 — Выпуск № 100 (сюжет «В пух и в прах»)[17]
- 1993 — Выпуск № 101 (сюжет «Школа моей мечты»)[18]

### Киножурнал «Фитиль»
- 2005 — Выпуск № 26 (новелла «Клюнул») — Ромащенко Николай Александрович
- 2005 — Выпуск № 27 (новелла «Испытание») — экспериментальный робот-чиновник

## Награды и премии
- 2014 — специальный приз XV международного телекинофорума «Вместе» — «За яркое воплощение на экране образов наших современников»[19].

## Оценки творчества
По мнению Александра Ройфе, невозможно забыть добровольного сторожа венской деревни из телесериала «Молодой Волкодав», эпизодическую роль которого на редкость хорошо сыграл Александр Лойе.
Прохладительные напитки Herschi прославились благодаря рыжему Сидорову, роль которого в хулиганских рекламных роликах исполнил Александр Лойе, которому, как в 1995 году писали журналисты, не давали покоя криками «Сидоров — три!!!». По словам режиссёра роликов Ярослава Чеважевского, именно благодаря роли Сидорова и прославился Саша Лойе, до этого никому не известный несмотря на участие в 10 рекламах, 30 выпусках «Ералаша» и 12 полнометражных картинах. Два года в Санкт-Петербурге дата 1-го сентября объявлялась Днём Сидорова. С другой стороны, по мнению Чеважевского, эта известность ломала актёрскую карьеру Саши, даже были срывы спектаклей с его участием из-за того, что зрители воспринимали его только как Сидорова.